# Дэблстин, Пребен
Пребен Густав Дэблстин (дат. Preben Gustav Dabelsteen; 14 октября 1925 — 23 января 2017) — датский бадминтонист, серебряный призер Кубка Томаса в Великобритании (1949).

## Спортивная карьера
Представлял спортивный клуб Nykøbing Falster. Как бадминтонист прославился мощным ударом. В 1947 г. вместе со своим посланным партнером по бадминтонному клубу Йорном Скаарупом впервые вышел в финал открытого Чемпионата Англии, уступив другой датской паре Полу Холму и Таге Мэдсену. Через год выиграл этот турнир с Бёрге Фредериксеном, а два года спустя сделал победный дубль результат с Йорном Скаарупом. Становился серебряным призером неофициального чемпионата мира по бадминтону — Кубка Томаса, проходившего в Великобритании (1949). В 1954 г. выиграл Открытый чемпионат Нидерландов.
В парке со Скаарупом становился пятикратным чемпионом Дании в парном разряде (1945/46, 1946/47, 1947/48, 1950/51 и 1955/56), дважды побеждал на Denmark Open (1945 и 1946).
После завершения спортивной карьеры в бадминтоне долгие годы работал журналистом и редакционным секретарем в издании BT.
Был отмечен почетным знаком «За заслуги в развитии датского бадминтона».